# Scopula sinnaria
Scopula sinnaria là một loài bướm đêm trong họ Geometridae.